# 슬리만 센터
슬리만 센터(영어: Sleeman Centre)은 캐나다 온타리오주 궬프에 위치한 실내 경기장이다. 과거 CEBL 궬프 나이트호크스의 홈경기장으로 사용했다.